# Marcia Kupstas
Marcia Kupstas (São Paulo, 13 de setembro de 1957) é uma escritora brasileira, descendente de ucranianos, russos e lituanos, cuja obra se especializou em retratar a adolescência em suas diversas matizes nos anos 1980, 1990 e início do século XXI. 

## Biografia
Formou-se em Língua Portuguesa e Literatura pela Faculdade de Filosofia, Letras e Ciências Humanas da Universidade de São Paulo em 1982. Em 1977 iniciou a carreira de professora de Literatura e técnica de metologia e redação em  São Paulo. Desde adolescente escreve textos de ficção, publicando-os em suplementos literários e revistas destinadas ao público juvenil e adulto. Colaborou com revistas alternativas e para o jornal Leia. Manteve por três anos (1986 a 1988) a seção Histórias da Turma na revista Capricho.
Seu livro de estreia para o público juvenil foi Crescer é perigoso, em 1986, que fez enorme sucesso e foi pioneiro na vertente de livros diário, na época. O livro ganhou o Prêmio Revelação no Concurso Mercedes-Benz de Literatura Juvenil em 1988. Sua obra para jovens é vasta e diversificada, sendo que muitos títulos superaram a marca de vinte reedições somando mais de 3 milhões de exemplares vendidos em três décadas. Coordenou coleções como SETE FACES (ed. Moderna), DEU NO JORNAL (ed. FTD), TRÊS POR TRÊS (ed. ATUAL). É autora também de romances e contos destinados ao público adulto, como Casos de sedução (contos eróticos, 1987) e  o Demônio do computador (1995).

## Principais prêmios
- Prêmio Jabuti 2005 - 2º lugar na categoria Literatura Juvenil - por Eles não são anjos como eu (ISBN 8516042790) [2]
- Prêmio Mercedes-Benz de Literatura Juvenil 1988 - Prêmio Revelação - por Crescer é perigoso (ISBN 851603612X) [1]
- Prêmio Orígenes Lessa da Câmara Brasileira do Livro 1988 - por É preciso lutar! [3]
- Prêmio da Fundação Nacional do Livro Infantil e Juvenil 1988 - Altamente Recomendável para Jovens - por É preciso lutar! (ISBN 8532245269) [3]
- Troféu Vasco Prado 2003 - 10ª Jornada Literária de Passo Fundo
- Concurso Literário do Clube do Livro 1985 - menção honrosa - por O senhor do passado
- Concurso de Contos da Prefeitura de Guarujá 1984 - por Gringa

## Obras da autora

### Livros
- Crescer É Perigoso (1986), Moderna (Coleção Veredas)
- É Preciso Lutar (1987), FTD
- A Maldição do Silêncio (1987), Moderna (Coleção Veredas)
- O Primeiro Beijo (1987), Moderna (Coleção Veredas)
- Sapo de estimação (1988), Moderna (Coleção Girassol)
- Eu te gosto, você me gosta (contos) (1988), Atual
- Histórias da Turma (1989), Atual
- The Girl in the Window (1989)
- A gente muda por amor (antigo O Guerreiro da Paixão) (1989), Moderna (Coleção Veredas)
- Coleção Quem Conta um Conto (1990), Atual
  - Ação
  - Personagem
  - Espaço
  - Tempo
  - Ponto de vista da narradora
- Série 7 Faces (1990), Moderna (Coleção Veredas)
  - Sete faces do amor
  - Sete faces da aventura
  - Sete faces da bravura
  - Sete faces do conto de fadas
  - Sete faces do crime
  - Sete faces do destino
  - Sete faces da escola
  - Sete faces da fábula
  - Sete faces da família
  - Sete faces da ficção científica
  - Sete faces da ficção espacial
  - Sete faces do herói
  - Sete faces do humor
  - Sete faces da mulher
  - Sete faces da paixão
  - Sete faces da primeira vez
  - Sete faces do sobrenatural
  - Sete faces do terror
- Revolução em Mim (1990), Moderna (Coleção Veredas)
- A Segunda Morte (1993), Moderna (Coleção Veredas)
- Uma Ruiva em nossas vidas (1993), Moderna (Coleção Girassol)
- Um Amigo no Escuro (1994), Moderna (Coleção Veredas)
- Um dia de outro mundo (1995), Moderna (Coleção Girassol)
- Educação em Debate (1998), Moderna
- Coleção Encontros (2000), Speed:
  - Tem que ser hoje
  - O caso do beijo
  - Para que servem os poetas
  - Nas nuvens
- Clube do Beijo (2000), Moderna
- 9 cois@s e-mail que eu odeio em você (2001), FTD
- O misterioso baú do vovô (2001), FTD
- Aventuras de garoto (2001), Atual
- O Apóstolo da Morte (2001), Moderna
- Três por três (2001), Atual
  - Três Amores (Um Amor em dez minutos)
  - Três Amizades (As duas mortes de Isaías)
  - Três Animais (Herói, o gato)
  - Três Viagens (Além do grande mar)
- Gurka - o retrato de um jovem assassino (2002), Rocco
- Como era g****** minha alienígena (2002), Ano Luz
- Sangue Veloz (2002), FTD (Coleção Deu no Jornal)
- Série 4 amigos (2002), Quinteto
  - Difícil Decisão
  - Um Olhar Diferente
- Meu negro amor (2002), FTD
- O primeiro dia de inverno (2002), Moderna, (Série Está na Minha Mão! Viver Valores)
- Pátria Estranha: histórias de peregrinação e sonhos (2002), Nova Alexandria
  - Gringa
- O filho da bruxa (2003), Rocco
- Eles Não São Anjos como Eu (2004), Moderna (Coleção Veredas)
- Bichos Incríveis (em parceira com Flávia Muniz) (2005), Melhoramentos
- De tanto bater, meu coração se cansou (2006), Moderna (Coleção Veredas)
- Guerreiros da vida (2007), Melhoramentos
- A pedra mágica do tempo (2007), FTD
- Um ano de histórias (2008), FTD
- O Esconderijo Secreto das Coisas Misteriosas (2008), Positivo
- ABZ do amor (2009), Cortez
- Profissão: Jovem (2010), FTD
- Madra, Madrinha (2011), Mundo Mirim
- Série Emoções em quatro estações (2012), Escala
- Coragem Não Tem Cor (2013), Ática
- A última chance (2013), Melhoramentos
- A namorada de Camões (2014), FTD
- Cachorro-quente na casa da gente (2014), Martin Fontes
- Quem gosta de sasemerbos? (2014), Rovelle
- Evocação (2015), Ática
- Histórias sobre leituras, livros e leitores (2015), Ática (Coleção Para Gostar de Ler)
- Sentimentos: achados e perdidos (2015), Editora do Brasil
- Quem Quer Ficar, Quem Quer Partir (2016), Ática
- Uma Amizade de Ouro (2017), FTD
- Balada dos Rockeiros Mortos e Anjos Caídos (2019), Chiado Books
- Vinte Rever: Contos Adaptados para uma nova geração (2019), Coêrencia
- Fronteiras (2020), FTD
- Linha d'água (2022), Elo
- Marco Zero (2023), FTD

### Peça de Teatro
- Periquitas em perigo (2017) - Peça de teatro